# Let's Eat Cake
Let's Eat Cake is de tweede aflevering van het tiende seizoen van het tienerdrama Beverly Hills, 90210, die voor het eerst werd uitgezonden op 15 september 1999.

## Plot
Nu Janet zwanger is, verandert haar lichaam, haar borsten worden groter. Dit valt op bij de mannen en Steve verdenkt haar ervan dat zij een borstvergroting heeft ondergaan, omdat hij nog niet weet dat zij zwanger is. Het spijt hem dat zij zelf besloten heeft tot de borstvergroting en niet heeft overlegd met hem. Steve maakt zich zorgen en denkt dat zij het uit wil maken. Kelly, die wel weet dat Janet zwanger is, maakt zich zorgen over deze situatie en praat met Janet om haar over te halen om eerlijk te zijn. Janet maakt zich zorgen om de reactie die Steve zal geven als zij de waarheid vertelt. Janet neemt het aanbod aan van Kelly en Donna om bij hen te logeren en dit maakt Steve nog wantrouwiger. Uiteindelijk vertelt Janet de waarheid tegen Steve, bij wie dit nieuws hard aankomt en helemaal als hij hoort dat zij al zestien weken zwanger is. Hij is boos op haar dat zij hem niet in vertrouwen heeft genomen en twijfelt of hij nu bij haar wil blijven.
David is bijna jarig en de vrienden wil een verrassingsfeest organiseren voor hem. Bij het plannen wordt Gina buitengesloten en dit vindt zij niet prettig. Om wraak te nemen belt zij David op de avond van het feest met de vraag of hij haar wil helpen met een lekke band. Aangezien David nog steeds gevoelens voor haar heeft besluit hij haar te helpen. Zijn vrienden wachten op hem in de After Dark en komen dan achter de plannen die Gina heeft gemaakt om David weg te lokken en balen hiervan. David laat Gina merken hoe hij over hun relatie denkt en vindt dat zij hem gebruikt hoe het haar uitkomt. Uiteindelijk komt David toch op het feest en is blij verrast. Hij mijmert over de tijd die hij met zijn vrienden door heeft gebracht en beseft dat zijn vrienden eigenlijk zijn familie is.
Kelly heeft nog steeds last van intimiteit tussen haar en Matt na de verkrachting die zij heeft ondervonden. Matt weet niet wat hij hiermee aan moet en wil weer intiem kunnen zijn met haar. Matt haalt Kelly over om met hem naar een cursus te gaan voor mensen die een psychische trauma hebben meegemaakt, daar aangekomen komen zij erachter dat zij in een verkeerd lokaal zijn terechtgekomen. Zij zijn nu bij een cursus die voor mensen wordt gegeven om van hun verlegenheid af te komen. Zij besluiten toch te blijven en door de oefeningen die zij moeten doen komen zij toch weer dichter bij elkaar en het lijkt toch dat het goed komt tussen hen.
Dylan komt een oude bekende tegen in het hotel, Lucy Wilson. Dit meisje kent hij nog van vroeger toen hij ook in een hotel woonde en zij was toen verliefd op hem. Zij is nu gearresteerd vanwege drugsbezit en Dylan wil haar helpen en schakelt Matt in. Dylan wil haar helpen en gaat met haar in gesprek over hoe zij nu leeft en wil haar overhalen om te gaan studeren. Zij wil alleen gaan studeren als Dylan met haar meegaat, dit wil hij nu nog niet beloven en dat maakt haar besluiten dat zij geen hulp wil van hem. Hierop besluit Dylan om toch terug te keren naar de universiteit om zijn diploma te halen. Later klopt Lucy bij hem aan, die nu aan het afkicken is en heel ziek is. Ze vraagt of hij haar naar een afkickkliniek kan brengen. Gina heeft deze situatie aan zitten kijken en vraagt zich af of het wel goed kan gaan, omdat het duidelijk is dat Lucy nog steeds verliefd is op Dylan.
Donna beseft dat zij een fout heeft gemaakt toen zij een relatie aanging met Wayne en heeft nu spijt. Zij vraagt Noah om een nieuwe kans, maar hij maakt meteen duidelijk dat hij haar nog niet vergeven heeft en wil niets met haar te maken hebben.

## Rolverdeling
- Jennie Garth - Kelly Taylor
- Ian Ziering - Steve Sanders
- Brian Austin Green - David Silver
- Tori Spelling - Donna Martin
- Luke Perry - Dylan McKay
- Joe E. Tata - Nat Bussichio
- Lindsay Price - Janet Sosna
- Daniel Cosgrove - Matt Durning
- Vanessa Marcil - Gina Kincaid
- Vincent Young - Noah Hunter
- Elizabeth Bogush - Cherise
- Melissa R. Martin - Lucy Wilson
- Christina Aguilera - Zichzelf (muzikale gast)